# Gran Premio de San Petersburgo
El Gran Premio de San Petersburgo (en inglés: Grand Prix of St. Petersburg ) es una automovilismo que se lleva a cabo en San Petersburgo, Florida. En la mayoría de los años desde 2009, la carrera ha sido la apertura de la temporada (o, como mínimo, la primera carrera celebrada en suelo estadounidense). La carrera se realiza anualmente en primavera, a excepción de 2020, cuando se pospuso hasta octubre debido a la pandemia de COVID-19.

## Historia

### Inicios
El evento inaugural fue inaugurado en 1985, el cual sería organizado por William T. McVey, presidente de McBri Corporation en Tampa y miembro de IMSA y SCCA. La Trans-Am realizó una carrera en un circuito frente al mar en el centro de San Petersburg de 1985 a 1990. Can-Am también compitió en 1985. Los residentes y las empresas locales se quejaron del ruido y el evento finalmente se suspendió. El piloto Jim Fitzgerald murió en un accidente durante la carrera de 1987.

### Regreso
De 1996 a 1997, la carrera de San Petersburgo se revivió en un recorrido diferente alrededor del Tropicana Field, el cual se encontraba aproximadamente a una milla al oeste del recorrido original frente al mar. Junto con la Trans-Am, las carreras de apoyo incluyeron a la U.S. FF2000, World Challenge, Pro SRF y Barber Dodge. Posteriormente, el evento volvió a hacer una pausa durante varios años.

### IndyCar Series

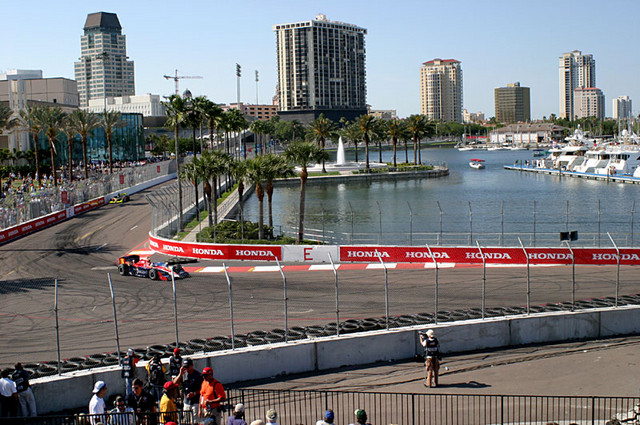
La décima curva del circuito callejero actual de San Petersburgo

En 2003, el evento volvió nuevamente para la Champ Car World Series. Se creó una nueva versión modificada del circuito frente al circuito original que estaba cerda del mar de 1985.
Para 2004, el evento fue cancelado debido a una disputa entre los promotores, además, la quiebra y liquidación de la serie CART en la nueva Serie Mundial Champ Car vio una reorganización del calendario. Cuando la carrera regresó en 2005, cambió a la IndyCar Series, marcando el primer evento no ovalado para la Indy Racing League. En 2007, el fin de semana de carreras se amplió para incluir un evento de la American Le Mans Series.
Andretti Green Promotions luego se haría cargo de la promoción del evento. A partir de 2014, Firestone se volvió el patrocinador principal del gran premio.

## Ganadores

### IndyCar Series
| Año                    | Piloto                 | Chasis/Motor           | Equipo                 | Resultados             |
| Champ Car World Series | Champ Car World Series | Champ Car World Series | Champ Car World Series | Champ Car World Series |
| ---------------------- | ---------------------- | ---------------------- | ---------------------- | ---------------------- |
| 2003                   | Paul Tracy             | Lola-Cosworth          | Forsythe               | Resultados             |
| IndyCar Series         |                        |                        |                        |                        |
| 2005                   | Dan Wheldon            | Dallara-Honda          | Andretti Green         | Resultados             |
| 2006                   | Hélio Castroneves      | Dallara-Honda          | Penske                 | Resultados             |
| 2007                   | Hélio Castroneves      | Dallara-Honda          | Penske                 | Resultados             |
| 2008                   | Graham Rahal           | Dallara-Honda          | Newman/Haas            | Resultados             |
| 2009                   | Ryan Briscoe           | Dallara-Honda          | Penske                 | Resultados             |
| 2010                   | Will Power             | Dallara-Honda          | Penske                 | Resultados             |
| 2011                   | Dario Franchitti       | Dallara-Honda          | Ganassi                | Resultados             |
| 2012                   | Hélio Castroneves      | Dallara-Chevrolet      | Penske                 | Resultados             |
| 2013                   | James Hinchcliffe      | Dallara-Chevrolet      | Andretti               | Resultados             |
| 2014                   | Will Power             | Dallara-Chevrolet      | Penske                 | Resultados             |
| 2015                   | Juan Pablo Montoya     | Dallara-Chevrolet      | Penske                 | Resultados             |
| 2016                   | Juan Pablo Montoya     | Dallara-Chevrolet      | Penske                 | Resultados             |
| 2017                   | Sebastien Bourdais     | Dallara-Honda          | Dale Coyne             | Resultados             |
| 2018                   | Sebastien Bourdais     | Dallara-Honda          | Dale Coyne             | Resultados             |
| 2019                   | Josef Newgarden        | Dallara-Chevrolet      | Penske                 | Resultados             |
| 2020                   | Josef Newgarden        | Dallara-Chevrolet      | Penske                 | Resultados             |
| 2021                   | Colton Herta           | Dallara-Honda          | Andretti               | Resultados             |
| 2022                   | Scott McLaughlin       | Dallara-Chevrolet      | Penske                 | Resultados             |
| 2023                   | Marcus Ericsson        | Dallara-Honda          | Chip Ganassi           | Resultados             |

### Indy NXT
| Año             | Piloto            | Resultados      |
| Indy Pro Series | Indy Pro Series   | Indy Pro Series |
| --------------- | ----------------- | --------------- |
| 2005            | Marco Andretti    | Resultados      |
| 2006            | Raphael Matos     | Resultados      |
| 2006            | Raphael Matos     | Resultados      |
| 2007            | Alex Lloyd        | Resultados      |
| 2007            | Alex Lloyd        | Resultados      |
| Indy Lights     |                   |                 |
| 2008            | Raphael Matos     | Resultados      |
| 2008            | Richard Antinucci | Resultados      |
| 2009            | Junior Strous     | Resultados      |
| 2009            | Junior Strous     | Resultados      |
| 2010            | Jean-Karl Vernay  | Resultados      |
| 2011            | Josef Newgarden   | Resultados      |
| 2012            | Tristian Vautier  | Resultados      |
| 2013            | Jack Hawksworth   | Resultados      |
| 2014            | Zach Veach        | Resultados      |
| 2015            | Ed Jones          | Resultados      |
| 2015            | Ed Jones          | Resultados      |
| 2016            | Félix Serrallés   | Resultados      |
| 2016            | Felix Rosenqvist  | Resultados      |
| 2017            | Aaron Telitz      | Resultados      |
| 2017            | Colton Herta      | Resultados      |
| 2018            | Patricio O'Ward   | Resultados      |
| 2018            | Santi Urrutia     | Resultados      |
| 2019            | Zachary Claman    | Resultados      |
| 2019            | Rinus VeeKay      | Resultados      |
| 2020            | Cancelada         | Resultados      |
| 2021            | Kyle Kirkwood     | Resultados      |
| 2021            | David Malukas     | Resultados      |
| 2022            | Matthew Brabham   | Resultados      |
| Indy NXT        |                   |                 |
| 2023            | Danial Frost      | Resultados      |

### ALMS
Ganadores absolutos en negrita.
| Año  | Clase | Pilotos            | Pilotos            | Pilotos          | Automóvil               | Equipo                   |
| ---- | ----- | ------------------ | ------------------ | ---------------- | ----------------------- | ------------------------ |
| 2007 | LMP1  | Rinaldo Capello    | Rinaldo Capello    | Allan McNish     | Audi R10 TDI            | Audi Sport North America |
| 2007 | LMP2  | Sascha Maassen     | Sascha Maassen     | Ryan Briscoe     | Porsche RS Spyder Evo   | Penske                   |
| 2007 | GT1   | Oliver Gavin       | Oliver Gavin       | Olivier Beretta  | Chevrolet Corvette C6.R | Corvette                 |
| 2007 | GT2   | Mika Salo          | Mika Salo          | Jaime Melo Jr.   | Ferrari F430GT          | Risi                     |
| 2008 | LMP1  | Lucas Luhr         | Lucas Luhr         | Marco Werner     | Audi R10 TDI            | Audi Sport North America |
| 2008 | LMP2  | Timo Bernhard      | Timo Bernhard      | Romain Dumas     | Porsche RS Spyder Evo   | Penske                   |
| 2008 | GT1   | Oliver Gavin       | Oliver Gavin       | Olivier Beretta  | Chevrolet Corvette C6.R | Corvette                 |
| 2008 | GT2   | Dominik Farnbacher | Dominik Farnbacher | Dirk Müller      | Ferrari F430GT          | Tafel                    |
| 2009 | LMP1  | David Brabham      | David Brabham      | Scott Sharp      | Acura ARX-02a           | Highcroft                |
| 2009 | LMP2  | Adrián Fernández   | Adrián Fernández   | Luis Díaz        | Acura ARX-01B           | Fernández                |
| 2009 | GT2   | Patrick Long       | Patrick Long       | Jörg Bergmeister | Porsche 997 GT3-RSR     | Flying Lizard            |

## Trazados

Trazado actual.
Trazado entre 1996 y 2000.
Trazado entre 1985 y 1991.